# Al-Majd (Hébron)
Al-Majd, en arabe : رابود,  est un village du gouvernorat de Hébron en Palestine, situé à 18 km au sud-ouest de Hébron, au sud-ouest de la Cisjordanie.
Selon le recensement du bureau central palestinien des statistiques, la localité compte une population de 2 277 habitants en 2017.